# Georges Cottier
Georges Marie Martin Cottier, O.P. (Carouge, Ginebra, Suïssa, 25 d'abril de 1922-31 de març de 2016), va ser un cardenal suís, teòleg emèrit de la Casa Pontifícia.
Va ingressar en l'orde dels dominics el 1945 i va ser ordenat sacerdot el 2 de juliol de 1951. Era llicenciat en Estudis clàssics i en Filosofia, i doctor en Teologia.
El 1962 va començar a ensenyar en la Facultat de Lletres de Ginebra. El 1973 va estar al capdavant d'alguns cursos en la Universitat de Friburg. Va ser professor visitant en la Universitat de Mont-real, la Universitat de l'Institut Catòlic de París, la Universitat Catòlica del Sagrat Cor de Milà i la Universitat de Pàdua.
Va participar com a expert en el Concili Vaticà II i va ser consultor del llavors Consell per al Diàleg amb els no creients, actual Consell Pontifici per al Diàleg Interreligiós, participant en col·loquis de tot el món.
El 1986 va ser nomenat membre de la Comissió Teològica Internacional i secretari el 1989.
El 1990, va ser nomenat teòleg de la Casa Pontifícia.
També va ser president de la Comissió històric-teològica del comitè organitzador del Gran Jubileu de l'Any 2000. Era director de la revista teològica Nova et Vetera (Ginebra), fundada pel cardenal Journet.
Preconitzat cardenal, va ser triat per al bisbat titular de Tulia, amb el títol personal d'Arquebisbe, el 7 d'octubre de 2003 i consagrat el 20 d'octubre.
Va ser teòleg emèrit de la Casa Pontifícia des de desembre de 2005.
Va ser creat i proclamat cardenal per Joan Pau II en el Consistori del 21 d'octubre de 2003, de la Diaconia de Santi Domenico e Sisto (Sants Domènec i Sixt).
La seva investigació científica es va centrar en qüestions sobre els límits entre la filosofia i la teologia, la filosofia de la religió i la història de la filosofia. El cardenal Cottier era acadèmic honorari de l'Acadèmia Pontifícia de les Ciències, entre d'altres.

## Obres
Entre les seves obres editades en castellà es troben:
- Cottier, Georges. El Cristianismo y la Historia.  Edicions Palabra, 1969. ISBN 978-84-7118-023-0.
- Cottier, Georges. Panorámica actual del ateísmo.  Stvdivm, 1973. ISBN 978-84-304-1105-4.
- Cottier, Georges. Regulación de la natalidad.  Edicions Rialp, 1971. ISBN 978-84-321-0325-4.
- Cottier, Georges. Las relaciones de la Iglesia con las religiones no cristianas.  Taurus, 1968. ISBN 978-84-306-9461-7.